# Polícia Supranumerária Judaica

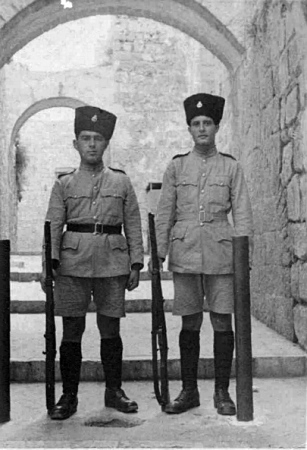
Membros da Polícia Supranumerária Judaica, 1937.

A Polícia Supranumerária Judaica (em hebraico: Shotrim Musafim), às vezes chamada de Polícia Auxiliar Judaica, era um ramo da Guarda (Notrim) estabelecida pelos britânicos no Mandato Britânico da Palestina em junho de 1936.
As autoridades britânicas expandiram gradualmente a Polícia Supranumerária de 6.000 para 14.000 e, finalmente, 22.000. Aqueles treinados se tornaram o núcleo do Haganá, que se tornou o principal constituinte das Forças de Defesa de Israel durante a Guerra Árabe-Israelense de 1948.

O outro ramo do Notrim era uma força móvel de elite, criada em 1938, conhecida como Polícia de Assentamento Judaica.

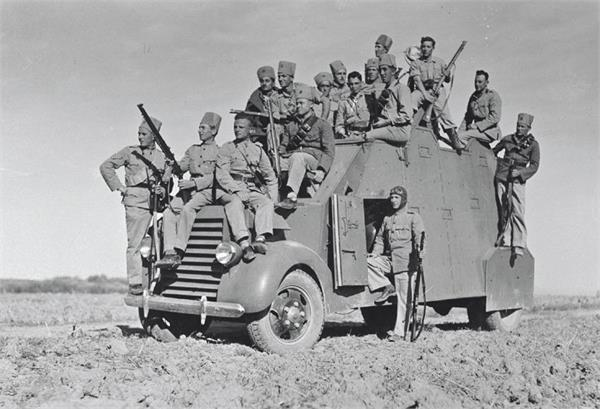
Blindado da Polícia Supranumerária Judaica no Dia de Aliya, Kfar Ruppin em 1938.
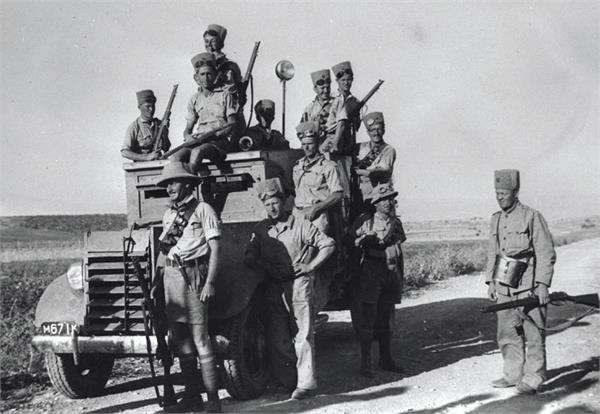
Polícia Supranumerária Judaica no Vale do Jordão, em 1938.
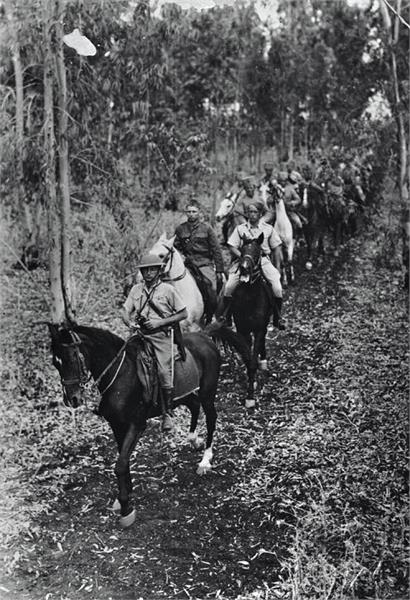
Companhia montada da Polícia Supranumerária Judaica liderada por um oficial do Exército Britânico no Vale de Jezreel, em 1938.